# Споменик Милошу Обреновићу у Пожаревцу
Споменик Милошу Обреновићу у Пожаревцу је први споменик овом владару у Србији.
Споменик се налази у центру пожаревачког градског парка и смештен је испред здања окружног начелства.

## Историја споменика
Споменик књазу Милошу Обреновићу, рад познатог вајара Ђорђа Ђоке Јовановића, свечано је открио краљ Александар Обреновић на Ивањдан (празник рођења светог Јована Крститеља), 24. јуна (6. јула по новом календару) 1898. године у знак захвалности за ослобођење Пожаревца (24. јуна 1815) и Србије од Турака у Другом српском устанку. Председник пожаревачке општине Стојан Стојанчић Павловић био је на челу Одбора за подизање споменика.
Споменик је изграђен у Паризу годину дана раније. Изливен је у бронзи и представља фигуру у стојећем ставу у натприродној величини. Скулптура је постављена на висок постамент, на чијој је предњој страни исписана књажева порука турском војсковођи: „Делибаша, царски делијо, ти имаш куд и на другу страну, а ја немам куда, него туда, па у живот или смрт”, на бочним деловима датум рођења и смрти књаза као и датум ослобођења Пожаревца (24. јуна 1815) и откривања споменика (24. јуна 1898) и на задњој страни потпис: „Захвални народ округа пожаревачког ослободиоцу своме Књазу МИЛОШУ Т. ОБРЕНОВИЋУ I”.
Пожаревац, некадашња друга (летња) престоница књаза Милоша, је приликом откривања споменика забележио најмасовније збивање (у односу на број тадашњих житеља) у својој историји окупљајући око пола Пожаревца и госте из свих крајева Србије као и готово целокупни државни, војни, политички и верски врх Србије.
Споменик је остао упамћен у народном говору као „Милош у парку”.

## Галерија
- Окружни начелник Стојан Павловић приликом откривања споменика, 1898. године
- Изглед споменика, 1988. године
- Поглед из парка према згради окружног начелства
- Макета споменика